# Gaetano Manfredi
Gaetano Manfredi (n. 4 ianuarie 1964, Ottaviano, Campania, Italia) este un politician și inginer italian.